# Cincinnati/Northern Kentucky International Airport
Cincinnati/Northern Kentucky Airport (IATA: CVE, ICAO: KCVE), ibland kallad Greater Cincinnati Airport, är Cincinnatis och norra Kentuckys huvudflygplats. Den största operatören är Delta Air Lines som hade en hubb där till 2017.
Flygplatsen, som öppnade 1947, ligger 13 kilometer sydväst om Cincinnatis centrum. Den är USA:s fjärde största fraktflygplats (2017) och fraktflygbolagen Amazon Air och Southern Air, som flyger för DHL, har sina baser på flygplatsen. 

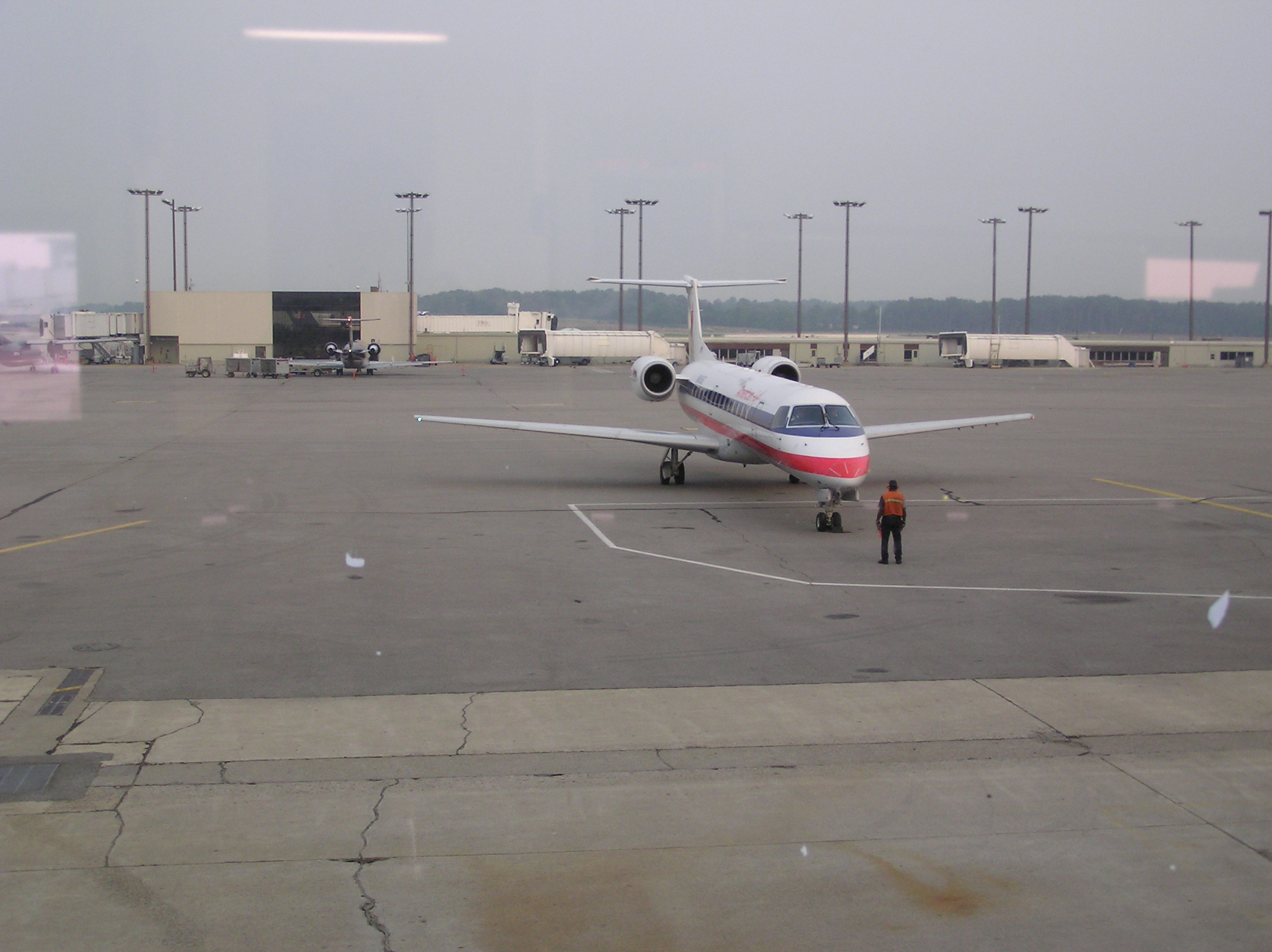
American Eagle vid terminal 2 på Cincinnati/Northern Kentucky International Airport.